# Clément l'Hymnographe
Pour les articles homonymes, voir Saint Clément, Clément et Saint-Clément.
Clément l'Hymonographe est un moine et poète religieux byzantin qui vécut au début du IXe siècle, auteur de canons figurant dans les Ménées de l'Église orthodoxe. Il est considéré comme un saint et un « confesseur de la foi » (ὁμολογητής). Sa fête est fixée le 30 avril.

## Histoire
Il vit pendant la seconde période de l'iconoclasme (815-843). Le synaxaire indique qu'il est abbé du monastère Saint-Jean de Stoudios.
Parmi ses œuvres, sont parvenus jusqu'à nous, dans les Ménées (livres liturgiques contenant les offices des saints) cinq canons pour Moïse, les archanges, Jean Climaque, les Sept Dormants d'Éphèse et pour la Vierge.
Il meurt en exil pour avoir défendu le culte des images. Il est vraisemblablement un disciple de Théodore Studite.

## Édition
- (it) Melina Arco Magri, Clemente innografo e li inediti canoni ceremoniali, Rome, L'Erma di Bretschneider, 1979